# Rădoiești (gmina)
Rădoiești – gmina w Rumunii, w okręgu Teleorman. Obejmuje miejscowości Cetatea, Rădoiești-Deal i Rădoiești-Vale. W 2011 roku liczyła 2187 mieszkańców. 